# Jacques Haïk
Jacques Haïk né à Tunis le 20 juin 1893 et mort à Loué le 30 août 1950, est un producteur de cinéma et distributeur français de films. 
Considéré comme l’un des pionniers du cinéma en France, il était l'un des plus grands producteurs et distributeurs de films en France dans l'entre-deux-guerres.

## Biographie
Jacques Haïk fera ses études à Tunis au lycée Carnot puis au lycée Émile-Loubet, avant de quitter la Tunisie à l'âge de 14 ans.
Jacques Haïk et son frère Albert arrivent à Paris durant leur adolescence. Jacques est employé à l'âge de 17 ans par une société de films britanniques installée à Paris.
Par la suite, Jacques Haïk est celui qui importe au début du siècle les films de Charlie Chaplin en France et invente le nom français de « Charlot »,.
Jacques Haïk crée plusieurs salles de cinéma de prestige en Europe, en particulier les mythiques salles du Français (ouverte en 1940), de l'Olympia (qu’il fait reconstruire entièrement) et Le Grand Rex en 1932, qui est à cette époque l'une des plus grandes salles de cinéma d’Europe avec 3 000 places.
Il est principalement un producteur de films, une quarantaine d’œuvres durant les années 1920-1930. Il donne leurs premiers rôles au cinéma parlant à Annabella, Arletty ou encore Jules Berry. Il fait travailler Danièle Darrieux, Harry Baur, Victor Boucher, etc. Il devient l'un des trois plus importants producteurs français.
Pendant la Seconde Guerre mondiale, juif et militant antinazi, il rejoint la France libre à Tunis et en est un représentant dans le monde arabe.
Il récupère après la guerre une partie de ses biens et des droits sur ses films qui avaient été confisqués par les Allemands. Il fonde le « Groupe Jacques Haïk », qui comprend diverses sociétés dont la Sato (qui gère l'Olympia).

## Filmographie

### Comme producteur
- 1925 : Le Bossu de Jean Kemm
- 1926 : La Brière de Léon Poirier
- 1926 : Son premier film de Jean Kemm
- 1927 : La Grande Épreuve d'Alexandre Ryder
- 1927 : Banditi, une vie de cheval, court métrage de William Delafontaine
- 1927 : Sous le ciel d'Orient de Fred LeRoy Granville et Hewitt Claypoole Grantham-Hayes
- 1927 : Le Bonheur du jour de Gaston Ravel
- 1927 : André Cornélis de Jean Kemm
- 1929 : Le Mystère de la villa rose de Louis Mercanton et René Hervil
- 1930 : Grégor et ses Grégoriens, court métrage de Roger Lion
- 1930 : Monsieur Zaky, virtuose nord-africain (attribué à Alexandre Ryder)
- 1930 : La Maison de la flèche d'Henri Fescourt
- 1930 : La Raïs de Roger Lion
- 1930 : La Fille de Roland de Roger Lion
- 1930 : Messaoud Habid, documentaire de Roger Lion
- 1930 : Hai-Tang de Richard Eichberg et Jean Kemm
- 1930 : Harlem is Heaven d'Irwin Franklyn
- 1930 : La Douceur d'aimer de René Hervil
- 1930 : Le Défenseur d'Alexandre Ryder
- 1930 : Un caprice de la Pompadour de Willi Wolff et Joe Hamman
- 1930 : Atlantis d'Ewald André Dupont et Jean Kemm
- 1931 : La Ronde des heures d'Alexandre Ryder
- 1931 : Mon cœur et ses millions de Marc Berthomieu  et réalisé sous le pseudonyme "Modeste Arveyres"
- 1931 : Le Juif polonais de Jean Kemm
- 1931 : Gagne ta vie d'André Berthomieu
- 1931 : Coup de roulis de Jean de La Cour
- 1931 : Coquecigrole d'André Berthomieu
- 1931 : Serments d'Henri Fescourt
- 1931 : Alibert, court métrage de Roger Lion
- 1931 : Service de nuit d'Henri Fescourt
- 1931 : Azaïs Réalisateur René Hervil avec Simone Rouvière et Max Dearly
- 1931 : Nos maîtres les domestiques Hewitt Claypoole Grantham-Hayes
- 1931 : Amour et Discipline de Jean Kemm
- 1931 : Nicole et sa vertu de René Hervil
- 1931 : Pour un sou d'amour de Jean Grémillon
- 1932 : Coktail, court-métrage d'Alibert
- 1932 : Ghanili Dour, documentaire de Roger Lion
- 1932 : Les Adieux de la forêt de Roger Lion
- 1932 : L'Amour et la Veine de Monty Banks
- 1932 : Les Vignes du Seigneur de René Hervil
- 1932 : Le Coffret de laque de Jean Kemm
- 1932 : Boudu sauvé des eaux (Haïk est « chargé de la distribution du producteur Michel Simon »)
- 1933 : Coralie et Compagnie d'Alberto Cavalcanti
- 1933 : Mannequins de René Hervil
- 1934 : Un train dans la nuit de René Hervil
- 1934 : Les Hommes oubliés, documentaire d'Alexandre Ryder
- 1936 : Sommes-nous civilisés ? d'Edwin Carewe
- 1937 : Claudine à l'école de Serge de Poligny
- 1937 : La Treizième Enquête de Grey de Pierre Maudru
- 1938 : La Marraine du régiment de Gabriel Rosca
- 1938 : Le Moulin dans le soleil de Marc Didier
- 1939 : Après Mein Kampf, mes crimes d'Alexandre Ryder